# جون فريزر (فنان)
جون فريزر (بالإنجليزية: John Frazier)‏ (و. 1944  م) هو فنان أمريكي، ولد في ريتشموند، كاليفورنيا.

## جوائز وترشيحات
حصل على جوائز منها:
جوائز
- جائزة الأوسكار لأفضل تأثيرات بصرية، عن عمل: الرجل العنكبوت 2

ترشيحات
- جائزة الأوسكار لأفضل تأثيرات بصرية
- جائزة الأوسكار لأفضل تأثيرات بصرية، عن عمل: أرمجدون
- جائزة الأوسكار لأفضل تأثيرات بصرية، عن عمل: الحارس الوحيد
- جائزة الأوسكار لأفضل تأثيرات بصرية، عن عمل: المتحولون
- جائزة الأوسكار لأفضل تأثيرات بصرية، عن عمل: الجانب المظلم للقمر
- جائزة الأوسكار لأفضل تأثيرات بصرية، عن عمل: إعصار
- جائزة الأوسكار لأفضل تأثيرات بصرية، عن عمل: بوسيدون
- جائزة الأوسكار لأفضل تأثيرات بصرية، عن عمل: بيرل هاربر
- جائزة الأوسكار لأفضل تأثيرات بصرية، عن عمل: سبايدرمان
- جائزة الأوسكار لأفضل تأثيرات بصرية، عن عمل: في نهاية العالم

ترشح لـ:
- جائزة الأوسكار لأفضل تأثيرات بصرية، عن عمل: إعصار
- جائزة الأوسكار لأفضل تأثيرات بصرية، عن عمل: بوسيدون (فيلم)
- جائزة الأوسكار لأفضل تأثيرات بصرية، عن عمل: قراصنة الكاريبي: في نهاية العالم
- جائزة الأوسكار لأفضل تأثيرات بصرية، عن عمل: المتحولون
- جائزة الأوسكار لأفضل تأثيرات بصرية، عن عمل: المتحولون: الجانب المظلم للقمر
- جائزة الأوسكار لأفضل تأثيرات بصرية، عن عمل: الرجل العنكبوت 2
- جائزة الأوسكار لأفضل تأثيرات بصرية، عن عمل: بيرل هاربر
- جائزة الأوسكار لأفضل تأثيرات بصرية، عن عمل: الرجل العنكبوت
- جائزة الأوسكار لأفضل تأثيرات بصرية، عن عمل: أرمجدون
- جائزة الأوسكار لأفضل تأثيرات بصرية، عن عمل: The Perfect Storm (film) [الإنجليزية]‏
- جائزة الأوسكار لأفضل تأثيرات بصرية، عن عمل: الحارس الوحيد.

## وصلات خارجية
- جون فريزر على موقع IMDb (الإنجليزية)
- جون فريزر على موقع قاعدة بيانات الفيلم (الإنجليزية)

- جون فريزر في قاعدة بيانات الأفلام على الإنترنت